# 李佳馨
李佳馨（英語：Lee Chia-Hsin，1997年5月14日—）是台灣女子羽球選手。現就讀於臺北市立大學。她在2017年夏季世界大學運動會羽球比賽贏得混合團體及混合雙打金牌。2018年6月21日，與搭檔王齊麟的混雙世界排名首度登上第十位。

## 簡歷
李佳馨的父親李謀周為前土地銀行羽球隊總教練，過去曾15度贏得全國排名賽男單冠軍，母親陳曉莉過去也是女單運動員，弟弟李佳豪亦於2018年第二次全國羽球排名賽奪得男單冠軍。
2012年4月，李佳馨在全國中等學校運動會國中組女子單打決賽，擊敗同隊的宋碩芸奪得冠軍。
2013年9月，李佳馨出戰比利時羽毛球國際賽，並打進女單準決賽；同月，她又在波蘭羽毛球國際賽打進女單準決賽，及與吳玓蓉在女雙決賽中擊敗隊友，拿下個人生涯首個國際賽冠軍。
2014年6月，李佳馨出战斯里蘭卡羽毛球國際賽，在女单準决赛以0比2（14-21、18-21）不敌赛会4号种子、新加坡的陈嘉园。同年6月，她与程琪雅出战加拿大羽毛球大獎賽，在女双準决赛以1比2（23-21、7-21、15-21）不敌韩国的朴紹英/Park Sun Young。同年7月，她与程琪雅出战美國羽毛球黃金大獎賽，在女双準决赛以0比2（11-21、17-21）不敌赛会3号种子、泰国的普蒂塔·素帕猜恭/沙西丽·德拉达那猜。
2016年1月，李佳馨參加該年度第一次全國排名賽後進行右腿髖關節手術，經過七個月的休養後並在第二次全國排名賽復出。
2017年8月，李佳馨参加中華民國臺北市举办的世界大學運動會羽毛球比賽，与王齊麟在混双决赛以2比1（12-21、21-16、21-14）击败了马来西亚的努·穆罕默德·阿茲林·阿尤布/吳玥青，赢得了世大運的混双金牌。
2018年5月，李佳馨与王齊麟出战紐西蘭羽毛球公開賽，在混双决赛以2比1（21-19、14-21、21-19）力克赛会5号种子、韩国强档的徐承宰/蔡侑玎，首次赢得超级赛300的混双冠军。

## 主要比賽成績
| 年份   | 賽事                         | 公開賽級別 | 項目     | 拍檔     | 成績   |
| ------ | ---------------------------- | ---------- | -------- | -------- | ------ |
| 2013年 | 越南羽毛球國際挑戰賽         | 國際挑戰賽 | 混合雙打 | 王齊麟   | 準決賽 |
| 2013年 | 亞洲青年運動會羽毛球比賽     | 其他       | 混合雙打 | 賴又華   | 第四名 |
| 2013年 | 比利時羽毛球國際賽           | 國際挑戰賽 | 女子單打 | －       | 準決賽 |
| 2013年 | 波蘭羽毛球國際賽             | 國際系列賽 | 女子單打 | －       | 準決賽 |
| 2013年 | 波蘭羽毛球國際賽             | 國際系列賽 | 女子雙打 | 吳玓蓉   | 冠軍   |
| 2013年 | 捷克羽毛球國際賽             | 國際挑戰賽 | 女子單打 | －       | 準決賽 |
| 2013年 | 馬來西亞羽毛球國際挑戰賽     | 國際挑戰賽 | 女子單打 | －       | 準決賽 |
| 2013年 | 印度羽毛球國際挑戰賽         | 國際挑戰賽 | 女子單打 | －       | 準決賽 |
| 2014年 | 亞洲青年羽毛球錦標賽         | 其他       | 混合團體 | －       | 銅牌   |
| 2014年 | 斯里蘭卡羽毛球國際賽         | 國際挑戰賽 | 女子單打 | －       | 準決賽 |
| 2014年 | 加拿大羽毛球大獎賽           | 大獎賽     | 女子雙打 | 程琪雅   | 準決賽 |
| 2014年 | 美國羽毛球黃金大獎賽         | 黃金大獎賽 | 女子雙打 | 程琪雅   | 準決賽 |
| 2014年 | 青年奧林匹克運動會羽毛球比賽 | 其他       | 女子單打 | －       | 第四名 |
| 2014年 | 青年奧林匹克運動會羽毛球比賽 | 其他       | 混合雙打 | 常山幹太 | 銀牌   |
| 2014年 | 奧克蘭羽毛球國際賽           | 國際系列賽 | 女子單打 | －       | 冠軍   |
| 2014年 | 奧克蘭羽毛球國際賽           | 國際系列賽 | 混合雙打 | 李佳翰   | 冠軍   |
| 2015年 | 奧克蘭羽毛球國際賽           | 國際系列賽 | 女子單打 | －       | 冠軍   |
| 2015年 | 奧克蘭羽毛球國際賽           | 國際系列賽 | 混合雙打 | 李佳翰   | 冠軍   |
| 2015年 | 世界青年羽毛球錦標賽         | 其他       | 混合團體 | －       | 銅牌   |
| 2015年 | 世界青年羽毛球錦標賽         | 其他       | 女子雙打 | 陳菀婷   | 銅牌   |
| 2015年 | 威爾斯羽毛球國際賽           | 國際挑戰賽 | 女子單打 | －       | 準決賽 |
| 2015年 | 意大利羽毛球國際賽           | 國際挑戰賽 | 女子單打 | －       | 準決賽 |
| 2016年 | 雪梨羽毛球國際賽             | 國際系列賽 | 混合雙打 | 楊明哲   | 冠軍   |
| 2017年 | 中華台北羽球公開賽           | 黃金大獎賽 | 混合雙打 | 王齊麟   | 亞軍   |
| 2017年 | 世界大學運動會羽毛球比賽     | 其他       | 混合團體 | －       | 金牌   |
| 2017年 | 世界大學運動會羽毛球比賽     | 其他       | 混合雙打 | 王齊麟   | 金牌   |
| 2018年 | 紐西蘭羽毛球公開賽           | 超級300賽  | 混合雙打 | 王齊麟   | 冠軍   |
| 2018年 | 泰國羽毛球公開賽             | 超級500賽  | 混合雙打 | 王齊麟   | 準決賽 |
| 2019年 | 瑞士羽毛球公開賽             | 超級300賽  | 混合雙打 | 盧敬堯   | 準決賽 |
| 2020年 | 奧地利羽毛球公開賽           | 國際挑戰賽 | 女子雙打 | 林芝昀   | 準決賽 |
| 2020年 | 斯洛伐克羽毛球公開賽         | 未來系列賽 | 女子雙打 | 林芝昀   | 冠軍   |
| 2022年 | 斯洛伐克羽毛球公開賽         | 未來系列賽 | 女子雙打 | 鄧淳薫   | 冠軍   |
| 2022年 | 斯洛伐克羽毛球公開賽         | 未來系列賽 | 混合雙打 | 葉宏蔚   | 準決賽 |
| 2022年 | 葡萄牙羽毛球國際賽           | 國際系列賽 | 混合雙打 | 葉宏蔚   | 冠軍   |
| 2022年 | 波蘭羽毛球公開賽             | 國際挑戰賽 | 女子雙打 | 鄧淳薫   | 亞軍   |
| 2022年 | 波蘭羽毛球公開賽             | 國際挑戰賽 | 混合雙打 | 葉宏蔚   | 冠軍   |
| 2022年 | 奧地利羽毛球公開賽           | 國際系列賽 | 女子雙打 | 鄧淳薫   | 冠軍   |
| 2022年 | 奧地利羽毛球公開賽           | 國際系列賽 | 混合雙打 | 葉宏蔚   | 冠軍   |
| 2022年 | 波恩羽毛球國際賽賽           | 未來系列賽 | 女子雙打 | 鄧淳薫   | 準決賽 |
| 2022年 | 南特羽毛球國際挑戰賽         | 國際挑戰賽 | 混合雙打 | 葉宏蔚   | 準決賽 |
| 2022年 | 加拿大羽球公開賽             | 超級100賽  | 女子雙打 | 鄧淳薫   | 準決賽 |
| 2022年 | 加拿大羽球公開賽             | 超級100賽  | 混合雙打 | 葉宏蔚   | 冠軍   |
| 2022年 | 本迪戈羽毛球國際賽           | 國際挑戰賽 | 女子雙打 | 鄧淳薫   | 冠軍   |
| 2022年 | 本迪戈羽毛球國際賽           | 國際挑戰賽 | 混合雙打 | 葉宏蔚   | 準決賽 |
| 2022年 | 北港羽毛球國際賽             | 國際挑戰賽 | 女子雙打 | 鄧淳薫   | 準決賽 |
| 2022年 | 北港羽毛球國際賽             | 國際挑戰賽 | 混合雙打 | 葉宏蔚   | 準決賽 |
| 2022年 | 澳洲羽毛球公開賽             | 超級300賽  | 女子雙打 | 鄧淳薰   | 準決賽 |
| 2023年 | 瑞士羽毛球公開賽             | 超級300賽  | 混合雙打 | 葉宏蔚   | 準決賽 |
| 2023年 | 奧爾良羽球大師賽             | 超級300賽  | 混合雙打 | 葉宏蔚   | 亞軍   |
| 2023年 | 泰國羽毛球公開賽             | 超級500賽  | 混合雙打 | 葉宏蔚   | 準決賽 |
| 2023年 | 台北羽球公開賽               | 超級300賽  | 女子雙打 | 鄧淳薰   | 準決賽 |
| 2023年 | 台北羽球公開賽               | 超級300賽  | 混合雙打 | 葉宏蔚   | 準決賽 |
| 2023年 | 美國羽毛球公開賽             | 超級300賽  | 混合雙打 | 葉宏蔚   | 冠軍   |
| 2023年 | 夏季世界大學運動會羽毛球比賽 | 其他       | 混合團體 | －       | 金牌   |
| 2023年 | 夏季世界大學運動會羽毛球比賽 | 其他       | 混合雙打 | 葉宏蔚   | 金牌   |
| 2023年 | 海洛羽毛球公開賽             | 超級300賽  | 混合雙打 | 葉宏蔚   | 準決賽 |
| 2024年 | 印度羽毛球公開賽             | 超級750賽  | 混合雙打 | 葉宏蔚   | 準決賽 |
| 2024年 | 瑞士羽毛球公開賽             | 超級300賽  | 混合雙打 | 葉宏蔚   | 準決賽 |
| 2024年 | 西班牙羽毛球大師賽           | 超級300賽  | 女子雙打 | 鄧淳薰   | 準決賽 |
| 2024年 | 台北羽球公開賽               | 超級300賽  | 混合雙打 | 葉宏蔚   | 準決賽 |
| 2025年 | 普吉府羽毛球國際系列賽       | 國際系列賽 | 混合雙打 | 吳冠勳   | 準決賽 |
| 2025年 | 斯洛文尼亞羽毛球公開賽       | 國際系列賽 | 混合雙打 | 吳冠勳   | 冠軍   |

| 2007-2017年 | 首要超級賽 | 超級賽 | 黃金大獎賽 | 大獎賽 | 國際挑戰賽 | 國際系列賽 | 未來系列賽 | 其他 |

| 2018-2026年 | 總決賽 | 超級1000賽 | 超級750賽 | 超級500賽 | 超級300賽 | 超級100賽 | 國際挑戰賽 | 國際系列賽 | 未來系列賽 | 其他 |

### 奧運會和世錦賽參賽紀錄
|          | 搭檔   | 2018 | 2023 | 2024       |
| -------- | ------ | ---- | ---- | ---------- |
| 女子雙打 | 鄧淳薫 | －   | 32強 | －         |
|          |        |      |      |            |
| 混合雙打 | 王齊麟 | 16強 | －   | －         |
| 混合雙打 | 葉宏蔚 | －   | 16強 | 小組第三名 |

## 外部連結
- 李佳馨Lee Chia Hsin的Facebook專頁